# Sassandra-Marahoué
Sassandra-Marahoué ist ein Distrikt der Elfenbeinküste mit der Hauptstadt Daloa und unterteilt sich in die Regionen Haut-Sassandra und Marahoué. Der Distrikt liegt im Zentrum des Landes. Dem Zensus von 2021 zufolge leben im Distrikt 2.720.876 Menschen.